# Val-d'Auge
Val-d'Auge is een gemeente in het Franse departement Charente (regio Nouvelle-Aquitaine). De plaats maakt deel uit van het arrondissement Cognac. Val-d'Auge is op 1 januari 2019 ontstaan door de fusie van de gemeenten Anville, Auge-Saint-Médard, Bonneville en Montigné. De gemeente telde 795 inwoners op 1 januari 2022.

## Geografie
De oppervlakte van Val-d'Auge bedroeg op 1 januari 2022 44,52 vierkante kilometer; de bevolkingsdichtheid was toen 17,9 inwoners per km².
De onderstaande kaart toont de ligging van Val-d'Auge met de belangrijkste infrastructuur en aangrenzende gemeenten.

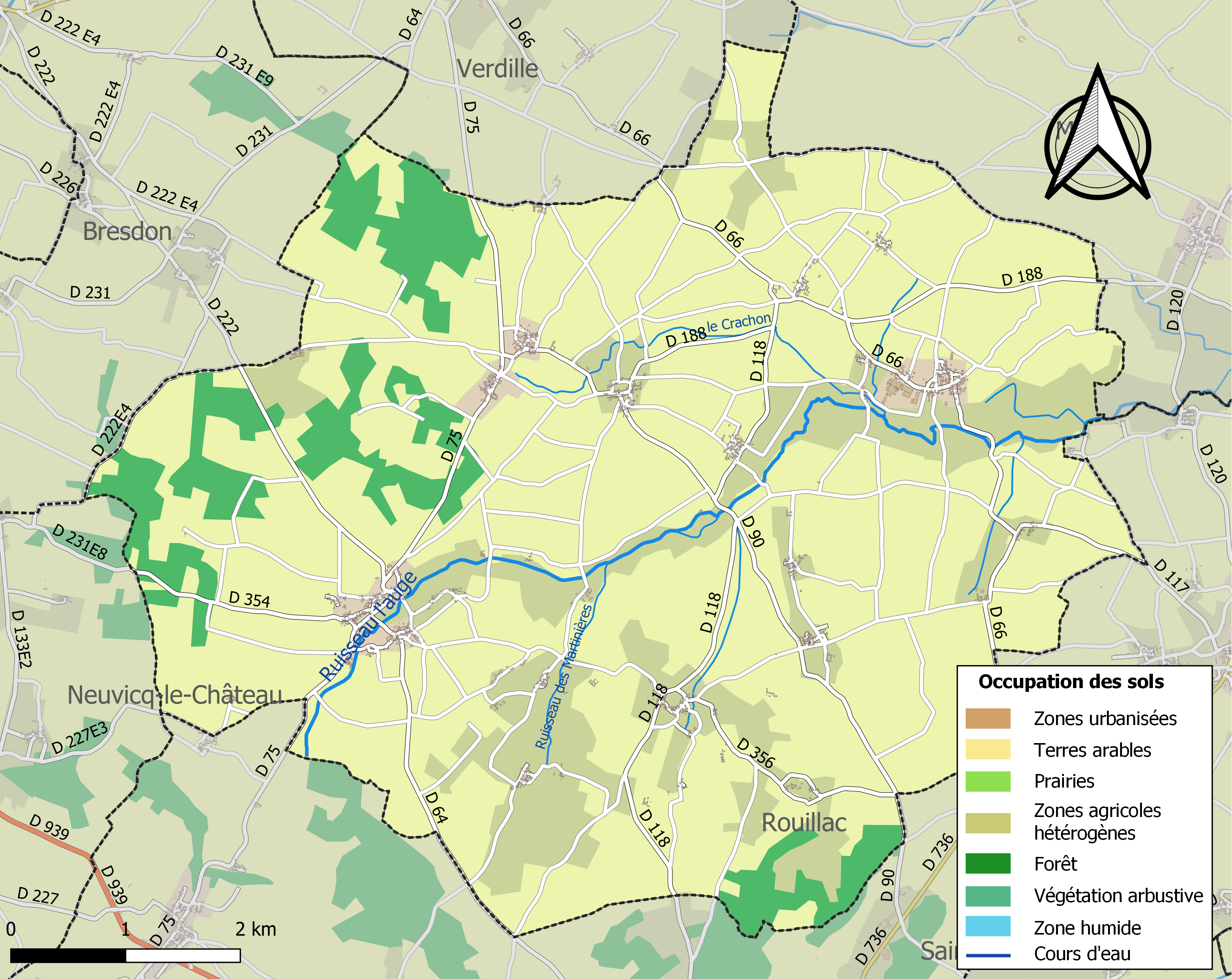